# Острійки
Острі́йки — село в Узинській міській громаді Білоцерківського району Київської області, До 2020 року центр сільської ради. Розташоване над річкою Красною, яка є притокою річки Узин (ліва притока річки Рось).
Засноване 1649 року.
Населення — близько 845 жителів.
За адміністративно-територіальним поділом XVIII ст. село Острійки відносилося до Київського воєв., з 1797 р. Васильківського пов. Київської губ.
Метричні книги, клірові відомості, сповідні розписи церкви Покрова Пресвятої Богородиці с. Острійки XVIII ст. — Київського воєв., з 1797 р. Васильківського пов. Київської губ.; ХІХ ст. — Блощинської волості Васильківського пов. Київської губ. зберігаються в ЦДІАК України http://cdiak.archives.gov.ua/baza_geog_pok/church/ostr_004.xml [Архівовано 4 січня 2019 у Wayback Machine.]

## Соціальна сфера
На території сільської ради знаходяться: Острійківська ЗОШ І—ІІІ ступенів, у школі навчається 160 учнів, дитячий садок «Теремок», ФАП, Блощинецька амбулаторія, відділення зв'язку, Будинок Культури у селі Блощинці.

## Особистості
- Біляшівський Микола Федотович (1867—1926) — український археолог, етнограф, мистецтвознавець, громадський діяч, дитинство якого минуло переважно в Острійках.
- Лященко Микола Якович (* 1921) — український математик, педагог,.
- Півень Руслан Віталійович (1991—2016) — сержант Збройних сил України, учасник російсько-української війни.